# Llewellyn Riley
Llewellyn Riley (Bridgetown, Barbados; 17 de septiembre de 1972) es un exfutbolista de Barbados que jugaba en la posición de delantero.

## Carrera

### Club
| Periodo   | Club             |
| --------- | ---------------- |
| 1996–1999 | Notre Dame SC    |
| 1999–2000 | Galway United FC |
| 2000–2001 | Sligo Rovers FC  |
| 2001–2011 | Notre Dame SC    |

### Selección nacional
Debutó con Barbados en 1995 y su primer gol lo anotó el 26 de marzo de 1995 en la victoria por 3-0 ante Guyana en la Copa del Caribe de 1995. Disputó 43 partidos y anotó 23 goles hasta su retiro de la selección en 2005, y actualmente es el goleador histórico de la selección nacional.

## Logros

### Club
- Notre Dame SC
  - Campeón de la Primera División de Barbados en 1997, 1998, 1999, 2002, 2004, 2005 y 2008.
  - Ganador de la Copa FA de Barbados en 1997, 2004 y 2008.

### Individual
- Máximo goleador de la Primera División de Barbados en 1999 (17 goles en 16 partidos) y 2004 (16 goles).[3]

## Estadísticas

### Goles internacionales
| #   | Fecha     | Sede                                                      | Rival                        | Gol | Resultado | Torneo                                               |
| --- | --------- | --------------------------------------------------------- | ---------------------------- | --- | --------- | ---------------------------------------------------- |
| 1.  | 26-3-1995 | Hadley Court Stadium, Bridgetown Barbados                 | Guyana                       | 2–0 | 3–0       | Clasificación para la Copa del Caribe de 1995        |
| 2.  | 2-4-1995  | Bourda Cricket Ground, Georgetown, Guyana                 | Guyana                       | 1–0 | 4–0       | Clasificación para la Copa del Caribe de 1995        |
| 3.  | 2-4-1995  | Bourda Cricket Ground, Georgetown, Guyana                 | Guyana                       | 2–0 | 4–0       | Clasificación para la Copa del Caribe de 1995        |
| 4.  | 2-4-1995  | Bourda Cricket Ground, Georgetown, Guyana                 | Guyana                       | 3–0 | 4–0       | Clasificación para la Copa del Caribe de 1995        |
| 5.  | 30-4-1995 | Hadley Court Stadium, Bridgetown Barbados                 | Santa Lucía                  | ?–? | 1–1       | Clasificación para la Copa del Caribe de 1995        |
| 6.  | 7-5-1995  | Mindoo Phillip Park, Castries, Santa Lucía                | Santa Lucía                  | ?–? | 1–2       | Clasificación para la Copa del Caribe de 1995        |
| 7.  | 17-2-2000 | Barbados National Stadium, Bridgetown, Barbados           | San Cristóbal y Nieves       | 1–0 | 1–0       | Amistoso                                             |
| 8.  | 29-2-2000 | Barbados National Stadium, Bridgetown, Barbados           | Antigua y Barbuda            | 1–1 | 2–2       | Amistoso                                             |
| 9.  | 18-3-2000 | Police Ground, St. George's, Grenada                      | Granada                      | 1–0 | 3–2       | Clasificación para la Copa Mundial de Fútbol de 2002 |
| 10. | 18-3-2000 | Police Ground, St. George's, Grenada                      | Granada                      | 3–2 | 3–2       | Clasificación para la Copa Mundial de Fútbol de 2002 |
| 11. | 16-4-2000 | Barbados National Stadium, Bridgetown, Barbados           | Aruba                        | 4–0 | 4–0       | Clasificación para la Copa Mundial de Fútbol de 2002 |
| 12. | 7-5-2000  | Estadio Pedro Marrero, La Habana, Cuba                    | Cuba                         | 1–0 | 1–1       | Clasificación para la Copa Mundial de Fútbol de 2002 |
| 13. | 16-7-2000 | Barbados National Stadium, Bridgetown, Barbados           | Costa Rica                   | 1–0 | 2–1       | Clasificación para la Copa Mundial de Fútbol de 2002 |
| 14. | 8-10-2000 | Barbados National Stadium, Bridgetown, Barbados           | Guatemala                    | 1–2 | 1–3       | Clasificación para la Copa Mundial de Fútbol de 2002 |
| 15. | 23-3-2001 | Bourda Cricket Ground, Georgetown, Guyana                 | Guyana                       | 2–1 | 2–1       | Amistoso                                             |
| 16. | 8-4-2001  | André Kamperveen Stadion, Paramaribo, Surinam             | Aruba                        | 1–0 | 5–2       | Clasificación para la Copa del Caribe de 2001        |
| 17. | 17-5-2001 | Hasely Crawford Stadium, Port of Spain, Trinidad y Tobago | Martinica                    | 1–1 | 1–3       | Copa del Caribe de 2001                              |
| 18. | 19-5-2001 | Hasely Crawford Stadium, Port of Spain, Trinidad y Tobago | Jamaica                      | 1–2 | 1–2       | Copa del Caribe de 2001                              |
| 19. | 1-1-2004  | Bermuda National Stadium, Hamilton, Bermudas              | Bermudas                     | 2–0 | 4–0       | Amistoso                                             |
| 20. | 11-1-2004 | Barbados National Stadium, Bridgetown, Barbados           | Granada                      | 2–0 | 2–0       | Amistoso                                             |
| 21. | 31-1-2004 | Police Ground, St. George's, Grenada                      | Granada                      | 1–0 | 1–0       | Amistoso                                             |
| 22. | 30-1-2005 | Barbados National Stadium, Bridgetown, Barbados           | San Vicente y las Granadinas | 1–1 | 3–1       | Amistoso                                             |
| 23. | 30-1-2005 | Barbados National Stadium, Bridgetown, Barbados           | San Vicente y las Granadinas | 3–1 | 3–1       | Amistoso                                             |